# Блус
Блусът е вокална и инструментална музикална форма и музикален жанр, възникнал на основата на спиричуълите и афроамериканската народна музика от Дълбокия юг. Текстовете са изградени от прости рими и балади. Блусът е основан на блус форми, но притежава и други характеристики като специфичните текстове, бас линията и инструментите. Блусът оказва силно влияние върху развитието на по-късната западна популярна музика, като става основа на жанрове като джаз, рок, хип-хоп и други.
Блусът може да се раздели на няколко поджанра вариращи между кънтри и градски блус, които са повече или по-малко популярни през различни периоди на 20 век. Най-известни са делта блус, Пидмонт блус, джъмп блуса и чикагския блус. По време на Втората Световна Война започва прехода от акустичен към електрически блус и все по-силното откриване на блуса към по-широка публика. През 60-те и 70-те се появява хибридна форма наречена блус рок.

## Етимология
Фразата „the blues“ (блус) идва от израза the blue devils (буквално сините дяволи), който означава духове на тъга и депресия. Едно от най-ранните срещания на фразата е в едноактния фарс на Джордж Колман „Blue Devils“ (1798). По-късно през 19 век фразата се използва като евфемизъм за делириум тременс и полиция и може често да се прочете в писмата на войниците, участвали в гражданската война по това време.
Употребата за първи път на тази фраза в музиката не се знае със сигурност, но за рождена дата се счита 1912 година, когато песента на Харт Уанд „Далас Блус“ става първата блусова композиция със запазени права. В текстове на песни думата блус се използва за да опише чувство на тъга, меланхолия и депресия.

## Текстове
Текстовете на ранните блус стихове често съдържат една фраза повторена четири пъти, като в началото на 20 век тази структура става стандартна – тъй наречения ААВ модел, състоящ се от фраза пята през първите четири такта, повтаря се през следващите четири и следва по-дълга фраза в последните тактове. Две от първите издадени блус песни „Dallas Blues“ (1912) и „St. Louis Blues“ (1914) са 12-тактови с ААВ структура. Уилям Хенди пише, че е възприел този подход, за да избегне монотонността на фрази повтаряни три пъти. Текстовете често са изпяти по начин наподобяващ ритмичния говор. Ранния блус често приема формата на тъжна история – певеца или певицата разказва за „личните си неволи в свят от жестока действителност: загубена любов, жестокостта на полицията, подтисничеството на белите и тежките времена“.
Често се пее за проблемите на афроамериканското общество. Например Слепия Лемон Джеферсън разказва за голямото наводнение в Мисисипи през 1927 г. в своята „Rising High Water Blues“ (1927):
„Backwater rising, Southern peoples can't make no time
I said, backwater rising, Southern peoples can't make no time
And I can't get no hearing from that Memphis girl of mine.“
Въпреки че се асоциират предимно с мизерия и подтисничество, текстовете са понякога хумористични и мръсни:
„Rebecca, Rebecca, get your big legs off of me,
Rebecca, Rebecca, get your big legs off of me,
It may be sending you baby, but it's worrying the hell out of me.“
От „Rebecca“ на Големия Джо Търнър
Хокъм блусът обединява комедийните текстове с весело, фарсово изпълнение. Песента на Тампа Ред „Tight like that“ (1928) е остроумна игра на думи с двойното значение на „tight“ (здраво, стегнато; може да се използва за жена). В следвоенния блус текстовете стават по-прости, като се фокусират почти изцяло върху личните неволи и сексуални притеснения. Много от темите често срещани в блуса преди войната като например икономическата депресия, обработването на земята, дяволи, хазард, магия, наводнения и суши са почти изоставени след войната.
Авторът Ед Моралес твърди, че митологията на йоруба играе важна роля в изграждането на блуса в ранните му години. Той се позовава на „Cross Road Blues“ на Робърт Джонсън и твърди, че тя е „скрита препратка към Ешу – ориша (бог) на кръстопътя“. Независимо от това влиянието на Християнството е много по-очевидно. Много от семейните блусмени като Чарли Патън и Скип Джеймс имат по няколко религиозни песни или спиричуъли в репертоарите си. Преподобния Гари Дейвис и Слепия Уили Джонсън са пример за артисти често категоризирани като блусмени заради музиката си, веъпреки че текстовете им са в стила спиричуъл.

## История

### Корени
Първата издадена блус песен е „Dallas Blues“ на Харт Уанд (1912); по-късно същата година излиза и „Memphis Blues“ на Уили Хенди. Първия запис осъществен от афроамериканец е интерпретацията на Мами Смит на „Crazy Blues“ (оригинала е на Пери Брадфорд). Все пак корените на блуса датират от няколко десетилетия по-рано, някъде около 1890 г. Те са много слабо документирана поради расовата дискриминация в американското общество, включително и академичните среди и поради ниската грамотност на селската афроамериканска общност по това време. Хрониките започват да говорят за блус в южен Тексас и Дълбокия юг в зората на 20 век. В частност Чарлс Пийбоди споменава за блус музика в Кларксдейл, Мисисипи, а Гейт Томас съобщава за подобни песни в Южен Тексас около 1901-02 г. Тези наблюдения съвпадат повече или по-малко със спомените на Дели Рол Мортън, който заявява, че чул блус за първи път в Ню Орлиънс през 1902 г.; Ма Райни – също, в Мисури същата година; през следващата година в Тътвилър, Мисисипи е първият сблъсък на Уили Хенди с тази музика.
Първото сериозно проучване в тази област е на Хауърд Одъм, който публикува голяма антология от народни песни от окръзите Лафайет, Мисисипи и Нютън, Джорджия между 1905 и 1908. Първите записи не са с търговска цел и се наричат прото блус. Те са направени от Пол Оливър в Одъм в началото на 20 век за изследователски цели. Всички те са изгубени. Други записи, които са запазени са направени през 1924 г., от Лорънс Гелет. От по-късно датират записите на Робърт Гордън, който става председател на Архива на американските народни песни в Библиотеката на Конгреса. След това Библиотеката е поета от Джон Ломакс. През 30-те заедно със сина си Алан, Ломакс записва много блусове с нетърговска цел, с които показват голямото разнообразие от прото блус стилове, като например полските викачи и викачите. Има блус запис и от преди 20-те на артисти като Лед Бели и Хенри Томас, като и двамата свирят хармоничен блус. Всички теи записи свидетелстват за съществуването на много и различни структури от 12-, 8- и 16-тактовите.
Социалните и икономическите фактори за възникването на блуса не са напълно известни. Едни от първите прояви на блуса, често са отнасяни към периода на Акта за еманципацията от 1863, между 1870 и 1900 – период, в който силно са застъпени идеите на аболиционизъма и по-късно при обособяването на места, където „черните“ се събират да слушат музика, да танцуват и залагат след работа (т. нар. juke joint). Този период съвпада с преминаването от робство към (повече или по-малко) наемен труд, по-малка земеделска продукция и разрастването на железопътната мрежа в южните щати. Има учени, които обясняват развитието на блуса в началото на 20 век с изместване на фокуса от груповите изяви към индивидуалния стил. Аргументират се с това, че развитието на блуса се асоциира с придобитата свобода. Според Лорънс Ливайн „има пряка връзка между националната идеология на подчертаване на индивидуалността, популярността на учението на Букър Вашингтон и възхода на блуса“. Според Ливайн „психологически, социално и икономически афроамериканците са се приспособили по начин, който е бил невъзможен по време на робството и не е изненадващо, че светската им музика отразява това, както в по-малка степен и религиозната“.
Малко са общите характеристики за цялата блус музика, тъй като жанра се оформя чрез особеностите на индивидуалното изпълнение. Въпреки това има някои характерни черти, оформили се много преди появата на съвременния блус. Текстовете в стил „въпроси и отговори“ са типична форма на ранна блус музика; те са „функционален израз... оформен без акомпанимент или съзвучие и необвързан от формалността на някоя конкретна музикална структура“. Форма на този ранен блус са песните на викачите и полските викачи, които впоследствие прерастват в „прости солови песни, наситени с емоционално съдържание“.
Блусът се развива от акапелни вокали изпълнения на роби от Западна Африка (в днешно време Мали, Сенегал, Гамбия и Гана) в изключително разнообразни стилове и поджанрове с регионални вариации в различните части на САЩ. Въпреки че блусът, такъв какъвто го познаваме, може да бъде наблюдаван в европейска хармонична структура, а също така и в африканската форма на „въпроси и отговори“, трансформирани чрез взаимодействие на глас и китара, самата блус форма почти не прилича на мелодичния стил характерен за гриотите в Западна Африка. Никоя конкретна музикална форма не може да бъде определена като единствен предшественик на блуса. Въпреки това много от елементите му, като например формата „въпроси и отговори“ и блус нотите, могат да бъдат видени в африканската музика. Блус нотите имат африкански произход засвидетелстван от английския композитор Самуел Колридж-Тейлър в неговата „Черна любовна песен“ от „Африканска сюита за пиано“ (1898), която съдържа блус акорди. Дидли боуът (домашно направен еднострунен инструмент в някои части на американския юг в началото на 20 век) и банджото са развити форми на африкански инструменти, които може би са помогнали при преминаването от ранната африканска техника към ранните блус инструментали. Банджото изглежда е донесено от занадноафриканската музика. То много наподобява инструменти, които гриотите наричали ксалам и аконтинг. Все пак, когато през 20-те години започват записите на блус употребата на банджото е силно ограничена и то се използва от единици като Чарли Джаксън и Гус Кенън.
Блус музиката възприема и елементи от танцово-музикални представления и спиричуълите, включително инструменталния и хармоничния акомпанимент. Стилът е и близо до рагтайма, който набира сили по същото време, въпреки че блусът запазва повече „оригиналните мелодични модели на африканската музика“.
Музикалните форми и стилове известни днес като „блус“ или модерна „кънтри музика“ възникват в едни и същи региони на южните части на САЩ през 19 век. Блус и кънтри записи могат да се намерят още от 20-те години, когато звукозаписната индустрия създава и развива маркетингови категории наречени „расова музика“ и „народна музика“ с цел да продават музика съответно от черни на черни и от бели на бели. По това време няма голямо различие между блус и кънтри освен етническата принадлежност на изпълнителите, а понякога и това липсва. Въпреки че сега музиколозите дефинират „блус“ в границите на определени музикални структури, акорди и текстове произлизащи от Западна Африка, първоначалната публика възприема музиката в много по-общ (неконкретен) вид – това е музиката на селския юг и по-точно на делтата на Мисисипи. Черни и бели изпълнители споделят един и същи репертоар и мислят за себе си по-скоро като за музиканти-скиталци (т.нар songster), отколкото за блус музиканти. Схващането за „блус“ като отделен жанр се появява по време на миграцията от селските райони към градовете през 20-те години и едновременно с това развиването на звукозаписната индустрия. „Блус“ става дума, с която се означава запис предназначен за продажба на черни.
Корените на блуса са тясно свързани и с религиозната музика на афроамериканското общество. Произхода на спиричуъла датира много по-отдавана от този на блуса – някъде около средата на 18 век, в периода на християнизацията на робите и те започват да пеят християнските химни и по-конкретно тези на Исак Уатс, които били много популярни. Преди блуса да получи официалната си дефиниция под формата на определени прогресии той се определял като светската половина на спиричуълите. Това е нисшата музика на черните селяни. В зависимост от това към коя религиозна общност принадлежал даден изпълнител се считало за различно неправилно да изпълняваш тази подла мзуика – блусът бил дяволска музика. Затова музикантите били разделени на две групи: госпел и блус певци, китарни проповедници и сонгстъри. Въпреки това по това време започнали записите на черната селска музика (20-те години) и били записани и двата вида поради сходните им техники: „въпроси и отговори“, блус ноти, слайд китара и др. Все пак госпел музиката се отличава по музикалните си форми свързани с християнските химни и затова е по-малко забелязвана от светския си опонент блуса.

### Предвоенния блус
Американската издателска индустрия е публикувала голям брой партитури за рагтайм. До 1912 партитурната индустрия е публикувала три популярни подобни на блус композиции в изпълнение на Tin Pan Alley, които възприемат някои блус елементи: „Baby Seals' Blues“ на „Baby“ F. Seals (аранжимент – Арти Матюс), „Dallas Blues“ на Харт Уанд и „The Memphis Blues“ на Улям Хенди.
Хенди е традиционно обучен музикант, композитор и аранжор, който помага да се популяризира блус музиката чрез транскрибиране (записване) и оркестровка на блуса в почти всички симфонични стилове с различни групи и певци. Той става популярен и плодовит композитор и си спечелва прозвището „Баща на блуса“; въпреки това неговите произведения могат да се опишат като смесица от блус с рагтайм и джаз, сливане улеснено от ритъма на кубинската хабанера, която е част от рагтайма от много отдавна. Най-популярната творба на Хенди е „St. Louis Blues“.
През 20-те години блуса става един от главните елементи на афроамериканската и американската популярна музика, като достига до бялата публика чрез аранжиментите на Хенди и класически женски блус изпълнения. Блусът се развива от неофициални изяви в барове до забави в театрите. Блус представления се организират от Асоциацията на брокерите собственици на театри в нощни клубове като Котън клуб и джук джойнт заведения като например баровете по улица Бийли в Мемфис. Няколко звукозаписни компании като Американскта звукозаписна корпорация, Окех рекърдс и Парамаунт рекърдс започват да записват афроамериканска музика.
С разрастването на музикалната индустрия кънтри изпълнители като Бо Картър, Джими Роджърс, Слепия Лемон Джеферсън, Лони Джонсън, Тампа Ред и Слепия Блейк стават все по-популярни сред афроамериканското общество. През 1923 г., родения в Кентъки Силвестър Уивър става първият който записва слайд китара, при която прагчетата на китарата се натискат с острие на нож или гърлото на бутилка. Слайд китарата става важна част от делта блуса. Първите блус записи от 20-те години се категоризират като традиционен, сеслки кънтри блус и по-изтънчения градски блус.
Кънтри блус изпълнителите често импросвизират без акомпанимент или само с банджо или китара. Регионалните стилове на кънтри блуса варират значително в началото на 20 век. Делта блуса е различен с пламенните си вокали, придружавани от слайд китара. Малко записвания Робърт Джонсън комбинира елементи от градския и селския блус. Като добавка към Джонсън, в този стил се изявяват влиятелни изпълнители като по-ранните Чарли Патън и Сон Хаус. Певци като Слепия Уили Мактейл и Фултън Алан се подвизават в традициите на югоизточния „деликатен и лиричен“ Пидмонт блус, който използва усложнена китарна техника на свирене с пръсти, основана на рагтайма. Джорджия също има своя блус традиция представлявана от Кърли Уивър, Тампа Ред, Барбекю Боб Хикс, Джеймс Кокомо Арнолд и др.
Бързия Мемфиски блус резвит в началото на 20-те и 30-те близо до Мемфис, Тенеси е повлиян от джук групи като Memphis Jug Band и Gus Cannon's Jug Stompers. Изпълнители като Франк Стоукс, Спящия Джон Естейст, Робърт Уилкинс, Джо Маккой, Кейси Били Уелдън и Мемфис Мини използват разнообразни нетипични инструменти като уошборд, цигулка, казу и мандолина. Мемфис Мини е известна с виртуозната си китара. Пианиста Мемфис Слим започва кариерата си в Мемфис, но отличителния му стил е по-мек и има суинг елементи. Много от музикантите започнали кариерата си в Мемфис се местят в Чикаго в края на 30-те и началото на 40-те и стават част от градския блус, който смесва кънтри блус с електрически блус.
Градския блус е много по сложен и изпипан от кънтри блуса, тъй като изпълнителите вече не се намират в местната си общност и трябва да се адаптират към много по-разнообразните предпочитания на все по-различна публика. Класическия женски блус и водевила са популярни през 20-те основно благодарение на Мами Смит, Гертруд „Ма“ Райни, Беси Смит и Виктория Спиви. Мами Смит, повече водевилен изпълнител отколкото блус музикант, е първата афроамериканска, която записва блус през 1920 г.; вторият и запис „Crazy Blues“ се продава в 75 000 копия само в първия си месец. Ма Райни наричана „Майката на Блуса“ и Беси Смит „пеят в средните тонове, вероятно за дасе чуват по-лесно в крайните части на заведението“. Други известни изпълнители на градски блус са Тампа Ред, Големия Бил Бронзи и Лерой Кар. Преди Втората Световна Война Тампа Ред е известен като „Китарния магьосник“. Кар свири на пиано заедно с китариста Скрейпър Блекуел – формат, който продължава до 50-те заедно с изпълнители като Чарлс Браун и Нат Кинг Кол.
Буги-вуги е друг важе стил от 30-те и началото на 40-те, част от градския блус. Въпреки че се асоциира основно с пиано, буги-вуги се използва като акомпанимент на певци и като солова част в групи и малко формации. За стила е характерна постоянна бас фигура (китарен риф) и смяна на нивата на лявата ръка разработвайки всяка струна с удари и декорации на дясната ръка. Пионер на буги-вугито е Джими Янси и Буги-Вуги Трио (Албърт Амънс, Пит Джонсън и Миди Лукс Люис). Чикагски буги-вуги изпълнители са Кларънс Смит и Ърл Хайнс, които „свързват стимулиращите ритъм на лявата ръка при рагтайм пианистите с мелодични фигури подобни на тези на дясната ръка трумпета на Армстронг“. Мекия луизиански стил на Професор Лонгхеър и в по-скоро време на Доктор Джон смесва класически ритъм енд блус с блус стилове.
Друга насока на развитие от този период е биг бенд блуса. Изпълнители като Бени Мотън, Джей Макшан и Count Basie Orchestra започват да концентрират вниманието си към блус музиката, което проличава в 12-тактовите инструментали „One O'Clock Jump“, „Jumpin' at the Woodside“ и по-веселите „Going to Chicago“ and „Sent for You Yesterday“ на Джими Ръшинг. Известна песен на биг бенд е „In the Mood“ на Глен Милър. През 40-те се развива и джъмп блуса. Той тръгва от буги-вуги вълната и е силно повлиян от биг бендовете. Използва саксофон и други брас инструменти, а китарната и ритъм секции са по-джазови, като темпото е забързано с декламаторски вокали. Блус мелодиите на Луис Джордан и Големия Джо Търнър след време повлияват силно върху стилове като рокендрол и ритъм енд блус. Родения в Далас и често свързван с калифорнийския блус Ти Боун Уокър успешно съчетава градски блус а ла Лони Джонсън и Лерой Кар с джъмп блус и доминира на джаз-блус сцената в Лос Анджелис през 40-те.

### 50-те години
Преходът от кънтри към градски блус започнал през 20-те винаги е бил воден от последователни вълни на икономически кризи и бумове и свързаните с тях преселения на селско население от провинцията в градовете (т. нар. Голяма миграция на афроамериканците). Продължителния период на икономически стабилитет след Втората Световна Война провокира нави преселения на афроамериканци (Втората голяма миграция), която води до значителен растеж в приходите на негрите в градовете. Новите имигранти са благоприятна почва за създаването на нов пазар за музикалната индустрия. Постеменно терминът „расова музика“ е заменен от ритъм енд блус. Този бързоразвиващ се пазар е отразен от класацията на Билборд за ритъм енд блус. Тази маркетингова стратегия подсилва интереса към градската блус музика, както и електрификацията на инструментите, усилването на блус бийта, които са повсеместни в R&B. Този комерсиален поток има важни последици за блус музиката, която заедно с джаза и госпълите стават компоненти на R&B вълната.
През 50-те години популярност набират нови стилове на електрическия блус в градове като Чикаго, Мемфис, Детройт и Сейнт Луис. Електрическия блус използвал електрическа китара, контрабас (постепенно заместен от бас китарата), барабани и хармоника. От 1948 г., когато Мъди Уотърс записва първия си голям успех „I Can't Be Satisfied“, Чикаго става център на електрическия блус. Чикагския блус е до голяма степен повлиян от Делта блуса, защото много от изпълнителите се преселват там от района на Мисисипи. Мъди Уотърс, Уили Диксън, Хаулин Уулф и Джими Рийд са родени в Мисисипи и се преместват в Чикаго по време на Голямото преселение. Техния стил се характеризира с използването на електрическа китара, понякога слайд, хармоника и ритъм секция от брас и барабани. Освен това Джей Ти Браун и Джей Би Леноар използват саксофони, но това е по-скоро като фон и ритмничен съпровод от колкото солов инструмент.
Литъл Уолтър и Сони Бой Уилямсън са известни изпълнители на хармоника в началото на блус сцената в Чикаго. На хармоника свири също и Уолтър Хортън. Мъди Уотърс и Елмор Джеймс са известни с иновативния си стил на слайд китарата, а Хаулин Уулф (също и Уотърс) с дълбокия си „гробовен“ глас.
Басиста и композитор Уили Диксън играе важна роля на чикагската блус сцена. Той композира и написва редица блус стандарти, между които „Hoochie Coochie Man“, „I Just Want to Make Love to You“ (и двете написани за Мъди Уотърс) и „Wang Dang Doodle“ и „Back Door Man“ (написани за Хаулин Уулф).
В края на 50-те сили набира нов блус стил идващ от западната част на Чикаго, представляван от Меджик Сам, Бъди Гай и Отис Ръш. „Западния звук“ има силна ритмична поддръжка от ритъм китара, бас китара и барабани, над която доминират електрическите китари на Фреди Кинг, Меджик Слим и Лутър Алисън.
Други блус изпълнители като Джон Лий Хукър не са така пряко повлияни от чикагския стил. Блусът на Хукър е по-„личен“, основан на дълбокия груб глас на Хукър допълнен от електрическата му китара. Въпреки че не е пряко повлиян от буги-вуги стила на Хукър понякога е описван като „китарно буги“. Първия му хит „Boogie Chillen“ достига първо място в Р&Б класациите през 1949 г.
В края на 50-те суам блуса се развива близо до Батън Руж от изпълнители като Лайтнинг Слим, Слим Харпо, Сам Майерс и Джери Маккайн групирани около продуцента Дж. Д. Милър и лейбъла Excello. Силно повлиян от Джими Рийд суам блуса има бавен ритъм и по-проста употреба на хармоника от чикагските изпълнители като Литъл Уолтър или Мъди Уотърс. В този жанр са „Scratch my Back“, „She's Tough“ и „I'm a King Bee“.

### 60-те и 70-те години
В началото на 60-те жанрове повлияни от афроамериканската музика като рок енд рол и соул са част от преобладаващата популярна музика. Белите изпълнители представят афроамериканската музика на нова публика в САЩ и в чужбина. Въпреки това блус вълната, която извежда на преден план музиканти като Мъди Уотърс затихва. Блусмени като Големия Бил Бронзи и Уили Диксън започват да търсят нови пазари в Европа. Дик Уотърман и блус фестивалите, които той организира в Европа играят важна роля в популяризирането на блуса зад граница. Във Великобритания групи емулират блус легенди от САЩ. Така британските блус рок групи повлияват много върху музиката от 60-те години. 
Изпълнители като Джон Лий Хукър и Мъди Уотърс продължават да свирят пред ентусиазирана публика, да вдъхновяват нов музиканти потопени в традиционния блус, като например Taj Mahal. Хукър добавя в звученето си с рок елементи и свири с млади бели музиканти и така създава стил, който може да бъде чут в албума от 1971 „Endless Boogie“.
Виртуозната китарна техника на Б.Б. Кинг му спчелва прякора „Крал на блуса“. За разлика от чикагския стил, бенда на Кинг използва силна брас секция включваща саксофон, тромпет и тромбон вместо слайд китара или хармоника. Родения в Тенеси Боби Бланд, също като Б.Б. Кинг, се подвизава и в блус и в Р&Б жанровете. В този период Фреди Кинг и Албърт Кинг често свирят с рок и соул музиканти (Ерик Клептън, Букър Ти и Ем Джис) и имат голямо влияние върху тези стилове.
Музиката на Афроамериканското движение за граждански права (1955 – 1968) и Движението за свобода на словото (1964 – 1970) подбуждат нов интерес към американската коренна музика и афроамериканската музика. Фестивали като Нюпорт фолк фестивал запознават нова публика с традиционния блус, което възвръща интереса към предвоенния акустичен блус и изпълнители като Сон Хаус, Мисисипи Джон Хърт, Скип Джеймс и Преподобния Гари Дейвис. Много компилации с класически предвоенен блус са преиздадени от Yazoo Records. Дж. Б. Леноар от чикагското движение от 50-те записва няколко дългосвирещи албума с акустична китара, в някои случаи с акомпанимента на Уили Диксън на акустичен бас или барабани. Песнитте му, първоначално разпространени само в Европа, са по политически въпроси като расизма или Виетнамската война, което е необичайно за този период.
Интереса на бялата публика към блуса през 60-те се увеличава благодарение на групата на Пол Бътърфийлд и британското блус движение. Британския блус се развива във Великобритания, когато групи като The Animals, Fleetwood Mac, John Mayall & the Bluesbreakers, The Rolling Stones, The Yardbirds, Cream и ирландеца Рори Галахър изпълняват блус песни в Делта и Чикаго блус традициите. Много от ранните хитове на Led Zeppelin са интерпретации на традиционни блус песни.
Британските блус музиканти от началото на 60-те вдъхновяват американските блус рок изпълнители, включително Canned Heat, ранните Jefferson Airplane, Джанис Джоплин, Джони Уинтър, The J. Geils Band, Рай Кудър и The Allman Brothers Band. Необичайно събитие в тези среди по това време е Джими Хендрикс – черен, който свири психеделичен рок. Хендрикс е умел китарист и пионер в иновативното използване на дисторшън и фийдбек. Чрез тези и други музиканти блуса повлиява върху развитието на рок музиката.
В началото на 70-те популярност набира тексаския блус, който използва както соло, така и ритъм китари. За разлика от Западния блус, тексаското звучене е силно повлияно от британското блус рок движение. Главните изпълнители в този стил са Джони Уинтър, Стиви Рей Вон, The Fabulous Thunderbirds и ZZ Top. Всички те заповат музикалните си кариера през 70-те, но не постигат голям международен успех до следващото десетилетие.

### 1980 – 2000 г.
От 80-те години започва съживяване на интереса към блус музиката в определение части от афроамериканското население, най-вече в района около Джаксън (Мисисипи) и Дълбокия юг. Често наименувана соул блус или южен соул тази музика получава нов живот от неучаквания успех на два записа на лейбъла от Джаксън Malaco. Това са „Down Home Blues“ (1982) на З.З. Хил и „The Blues is Alright“ (1984) на Литъл Милтън. Съвременни афроамерикански изпълнители в това течение са Боби Ръш, Денис Ласал, Сър Чарлс Джонс, Бети Лавет, Марвин Сийс и Пеги Скот-Адамс.
Блусът от 80-те продължава да съществува и в традиционните и в нови форми. През 1986 г., албумът „Strong Persuader“ прави Робърт Крей един от водещите блус изпълнители. Първия албум на Стиви Рей Вон „Texas Flood“ (1983) донася на китариста международен успех. През 1989 г., Джон Лий Хукър отново е на върха благодарение на „The Healer“. Ерик Клептън вече известен с участието си в John Mayall & the Bluesbreakers и Cream прави голямото си завръщане през 90-те с албума „Unplugged“, в който изпълнява някои класически блус песни в акустичен вариант. Въпреки това в началото на 90-те дигиталните записи и други нови технологии, както и новите пазарни стратегии, които включват видеоклипове, повишават цената на записването и са предизвикателство за спонтанността и импровизацията, които са важна част в блус музиката.
През 80-те и 90-те блус списания като Living Blues и Blues Revenue започват да се доставят в големите градове и да се формира блус общество. Блус фестивалите стават все по-често срещани и нараства броя на клубовете, в които се свири блус.
През 90-те блус изпълнителите експериментират с различни жанрове, като доказателство за това е, че те получават номинации за Блус наградата (преди носеща името Уилям Хенди), Грами за най-добър съвременен блус албум и за традиционен албум.
Младите блус изпълнители днес творят във всички аспекти на блус музикта – от класическа делта до ориентиран към рока блус, а музиканти като Джон Мейър, Кени Уейн Шепърд, Шон Костело, Шанън Кърфман, Антъни Гомес, Шемекия Копланд, Джони Ланг, Кори Харис, Сюзън Тедески, Дж. В. Джонс, Джо Бонамаса, Майкъл Малоун, North Mississippi Allstars, Евърласт, The White Stripes, The Black Keys, Боб Лог III и Hillstomp творят в собствени стилове.

## Музикално влияние
Стиловете блус музика, формите (12-тактовия блус), мелодиите и блус скалите имат голямо вличние върху други жанрове като рокендрол, джаз и популярна музика. Големи джаз, фолк и рок изпълнители като Луис Армстронг, Дюк Елингтън, Майлс Дейвис и Боб Дилън изпълняват много блус песни. Блус скалата често е използвана в популярната музика, като пример е „Blues in the Night“ на Харълд Арлен и блус балади като „Since I Fell for You“ и „Please Send Me Someone to Love“ и дори оркестрални творби като „Rhapsody in Blue“ и „Concerto in F“ на Гершуин. Втората „Прелюдя“ на Гершуин за соло пиано е интересен пример за класически блус, поддъържащ формата с академична точност. Блус форми се използват в телевизионната тема на „Батман“, „Give Me One Reason“ на Трейси Чапман и от кънтри звездата Джими Роджърс.
Корените на Р&Б музиката може да се проследят до спиричуълите и блуса. В музикално отношение спиричуълите са потомък на хоровите традиции на Нова Англия и в частност на химните на Исак Уатц, смесени с африкански ритми и формата „въпроси и отговори“. Спиричуълите и религиозните песнопения на афроамериканската общност са много по-добре докумнтирани от колкото „низкия“ блус. Техниката на пеене на спиричуъли се развила, защото афроамериканските общхности се събирали за обща молитва или поклонения, които били наричани „лагерни срещи“.
Ранните кънтри блусмени като Скип Джеймс, Чарли Патън и Том Дорси свирят кънтри и градски блус и са повлияние от спиричуъла. Дорси популяризира госпъл музиката. Тя се развива през 30-те години на 20 век благодарение на Golden Gate Quartet. През 50-те Сам Кук, Рей Чарлс и Джеймс Браун използват госпъл и блус елементи и дават началото на соул музиката. През 60-те и 70-те госпълът и блуса се сливат в соул блус. Фънк музиката на 70-те е повлияна от соула, а на фънка може да се гледа като на предшественик на хип-хоп музиката и съвременния Р&Б.
Преди Втората Световна Война границата между блуса и джаза не е ясно изразена. Обикновено джаза е имал хармонични структури произтичащи от брас групи, докато блуса е в 12-тактовата си форма. Въпреки това джъмп блуса от 40-те смесва двата стила. След ВСВ блуса има съществено значение за джаза. Бибоп класики като „Now's the Time“ на Чарли Паркър използват блус форма с пентатонична скала и блус ноти. Бибопа е преломен момент в развитието на джаза от популярен стил музика за танцуване в "не толкова достъпна „музка за музиканти“. Публиката на блус и джаз сцената се разделяи границата между двата стила става по явна. Песни, които все пак съчетават двата стила се определят като под-жанра джаз блус.
12-тактовата блус структура и блус скалата изиграват основна роля при формирането на рокендрола. Карл Пъркинс нарича рокабли „блус с кънтри бийт“. Ракабили също така включва 12-тактов блус с блусграс бийт. „Hound Dog“ с немодифицираната си 12-тактова структура (в хармония и текст) е блус песен трансформирана в рокендрол. Стила на рокендрол на Джери Лий Люис е силно повлиян от блуса и производното от него буги-вуги. Неговото звучене не е точно рокабили, но често е наричано рокендрол.
Ранната кънтри музика е повлияна от блуса. Джими Роджърс, Муун Мъликан, Боб Уилис, Бил Мънро и Ханк Уилямс считат себе си за блус певци, а музиката им има блус усещане, което се различава от кънтри попа на Еди Арнолд. Голяма част от „незаконната“ кънтри музика на 70-те представлявана от Уили Нелсън и Уейлън Дженингс също има заемки от блуса. Когато Джери Лий Люис се завръща към кънтрито след упадъка на рокендрола през 50-те, пее кънтри песните си с блус усещане и често включва блус стандарти в албумите си. Много ранни рокендрол песни са основани на блуса: „That's All Right Mama“, „Johnny B. Goode“, „Blue Suede Shoes“, „Whole Lotta Shakin' Goin On“, „Shake, Rattle, and Roll“, и „Long Tall Sally“. Ранните афроамерикански рок музиканти запазват сексуалните теми и намеците от блус музиката.

## Влияние върху популярната култура
Също като джаза, рокендрола, хевиметъла, хип-хопа, регето, кънтри и поп музиката блусът е обвиняван в това, че е „дяволска музика“ и подбужда към насилие и низко поведение. В началото на 20 век блуса е считан за непочтен, особено през 20-те години, когато към почитателите му се присъединяват и белите. В началото на 20 век Уилям Хенди е първия, който популяризира повлияната от блуса музика сред белите американци.
По време на възраждането на блуса през 60-те и 70-те, акустични блус музиканти като Тадж Махал и легендарния тексаски блусмен Лайтнинг Хопкинс пишат и изпълняват музика, която е включена в популярния и одобрен от критиката филм „Sounder“ (1972). Филма донася на Махал номинации за Грами за най-добра филмова музика и БАФТА. Почти 30 години по-късно Махал пише музиката и свири на банджо в „Songcatcher“ (2001), който разказва за запазването на коренната музика в Апалачите.
Вероятно най-очевидния пример за блус музика в края на 20 век в през 1980 г., когато Дан Акройд и Джон Ландис създават „Блус Брадърс“. Във филма участват много от живите легенди на ритъм енд блуса като например Рей Чарлс, Джеймс Браун, Каб Калоуей, Арета Франклин и Джон Лий Хукър. Формираната The Blues Brothers прави успешно турне. През 1998 г., излиза продължението „Блус Брадърс 2000“, което въпреки че няма същия успех включва Б.Б. Кинг, Бо Дидли, Ерика Баду, Ерик Клептън, Стив Уинууд, Чарли Мъсълуайт, Джими Вон, Blues Traveler, Джеф Бакстър.
През 2003 г., Мартин Скорсезе полага големи усилия да популяризира блуса. Той моли няколко различни режисьора като Клинт Истууд и Вим Вендерс да участват в серия документални филми наречени „Блусът“. Скорсезе помага и за издаването на компилации на големи блус музиканти в серия дискове с високо качество. Блус китариста и певец Кеб Мо изпълнява блус вариант на „America the Beautiful“ през 2006 г., като завършек на последния епизод на сериала „Западното крило“.

## Известни български изпълнители
Известни български изпълнители са Георги Минчев, Васко Кръпката и Подуене блус бенд, Буги Барабата, Камен Кацата, Rocking Chair, 5XL, Guitar Nick & Blue Al, Blues Traffic, Little big band, Blues boulevard, Jimmy's band, Здравко Гулов, Herman's Wolf Band, Георги Мархолев и група „Сънрайз“